# MBV Linden 05
Der MBV Linden 05 (offiziell: Märkischer Ballspielverein Linden 05 e. V.) war ein Sportverein aus dem Bochumer Stadtteil Linden. Die erste Fußballmannschaft spielte ein Jahr in der höchsten westfälischen Amateurliga.

## Geschichte
Der Verein wurde im Jahre 1905 gegründet. Den Fußballern gelang im Jahre 1920 der Aufstieg in die seinerzeit erstklassige Kreisliga Hellweg und wurde prompt mit einem Punkt Rückstand auf den Dortmunder SC 95 Vizemeister. In den folgenden Jahren fiel die Mannschaft ins Mittelfeld zurück, ehe im Jahre 1929 eine erneute Vizemeisterschaft hinter Schwarz-Weiß Essen herauskam. Drei Jahre später wurde der MBV zum dritten Mal Vizemeister hinter Germania Bochum. Im Jahre 1933 verpasste der Verein die neu geschaffene Gauliga Westfalen. In den Jahren 1934, 1937 und 1939 erreichten die Lindener die Aufstiegsrunde zur Gauliga, scheiterten jedoch bei jedem Versuch.
Nach dem Ende des Zweiten Weltkrieges gelang dem MBV im Jahre 1953 der Aufstieg in die Landesliga, damals die höchste westfälische Amateurliga. Nach nur einer Saison musste die Mannschaft als Drittletzter gleich wieder absteigen. Nach einer Vizemeisterschaft in der Bezirksklasse 1957 hinter Schwarz-Weiß Eppendorf gelang ein Jahr später der Wiederaufstieg in die Landesliga. 1959 absolvierte Otto Keller einen Einsatz als Amateurnationalspieler. Drei Jahre später wurde der MBV Vizemeister der Landesliga hinter dem SV Langendreer 04. Bis 1969 konnten sich die Lindener in der Landesliga halten, ehe es wieder zurück in die Bezirksliga ging. 
Im Jahre 1972 fusionierte der MBV Linden 05 mit dem SC Dahlhausen zur SG Bochum-Süd. Im Jahre 1997 fusionierte die SG Bochum-Süd wiederum mit dem 1953 gegründeten VfB Linden zur heutigen SG Linden-Dahlhausen. Dieser Verein stieg prompt aus der Landesliga ab und schaffte den direkten Wiederaufstieg. 2002 stieg die SG Linden-Dahlhausen erneut ab und rutschte bis 2007 bis in die Kreisliga B hinab. Nach einem Aufstieg im Jahre 2010 und sechs Jahren Kreisliga A folgte 2016 der erneute Abstieg.